# Sognando... Ballando con le stelle (prima edizione)
La prima edizione di Sognando... Ballando con le stelle, prodotta da Ballandi Multimedia, è andata in onda in prima serata su Rai 1 dal 9 maggio al 30 maggio 2025 per quattro puntate. Per questa prima edizione sono confermati alla conduzione Milly Carlucci con la partecipazione di Paolo Belli, così come tutti i membri della giuria, l’opinionista a bordo campo e i tribuni dell'edizione classica, con l'aggiunta di Matteo Addino come tribuno.
Il cast di concorrenti è composto dai ballerini professionisti selezionati nel corso del programma Sognando... Ballando con le stelle - Il casting, ciascuno dei quali viene associato ad un maestro del programma originale. Nella puntata finale gli aspiranti maestri sono invece affiancati da ex concorrenti delle ultime edizioni di Ballando con le stelle, per mostrare le loro capacità di insegnare a ballare a un non professionista.
A differenza del programma originale, la giuria non assegna voti da 0 a 10, ma vota tramite "Sì" (che equivale a 10 punti) o "No" (che equivale a 0 punti); non è previsto inoltre il sistema del "tesoretto", ma maggiore peso viene dato ai tre tribuni tecnici, che hanno la possibilità di assegnare un bonus tecnico a testa ai loro concorrenti preferiti. Ai voti di giuria e tribuni si aggiungono le preferenze del pubblico tramite le votazioni online gratuite sui social network ufficiali del programma (Instagram, X e Facebook).
L'edizione è stata vinta da Chiquito, che entra così a far parte del cast dei maestri di Ballando con le stelle.

## Cast

### Concorrenti
| Concorrente       | Maestro            | VIP                  | Edizione di provenienza VIP | Stato                |
| ----------------- | ------------------ | -------------------- | --------------------------- | -------------------- |
| Chiquito          | Anastasia Kuzmina  | Wanda Nara           | 18ª                         | Vincitore            |
| Janiya Mami       | Pasquale La Rocca  | Gabriel Garko        | 17ª                         | Secondi classificati |
| Hugo Nordström    | Giada Lini         | Federica Nargi       | 19ª                         | Secondi classificati |
| Mario Cecinati    | Veera Kinnunen     | Bianca Guaccero      | 19ª                         | Eliminati            |
| Valentina Fiorini | Nikita Perotti     | Francesco Paolantoni | 19ª                         | Eliminati            |
| Vanessa Lacedonia | Carlo Aloia        | Massimiliano Ossini  | 19ª                         | Eliminati            |
| Yuri Orlando      | Alessandra Tripoli | Federica Pellegrini  | 19ª                         | Eliminati            |
| Aly Z             | Moreno Porcu       | Tommaso Marini       | 19ª                         | Eliminati            |
| Eleonora Riccardi | Luca Favilla       | -                    | -                           | Eliminati            |
| Yoyo Flow         | Rebecca Gabrielli  | -                    | -                           | Eliminati            |

### Giuria
- Ivan Zazzaroni
- Fabio Canino
- Carolyn Smith (presidente di giuria)
- Selvaggia Lucarelli
- Guillermo Mariotto

### Opinionista
- Alberto Matano

### Tribuni

#### Tecnici
- Simone Di Pasquale
- Sara Di Vaira
- Matteo Addino[4]

#### Popolare
- Rossella Erra[5]

## Dettaglio puntate

### Prima puntata
- Data: 9 maggio 2025
- Ospiti: Hoara Borselli, Nathalie Guetta, Giulia Vecchio, Federica Pellegrini, Samuel Peron, Iva Zanicchi
- Svolgimento: Le coppie si sfidano su un cavallo di battaglia preparato precedentemente per ottenere il punteggio più alto possibile per salvarsi. La giuria vota con SÌ o NO, attribuendo dunque 10 o 0 punti. Al termine della serata vengono svelate la coppia prima e ultima in classifica (voto giuria + votazioni del pubblico tramite i social), rispettivamente vincitrice della serata ed eliminata dalla gara.[6]

#### Gara di puntata
La coppia è vincitrice della serata e ottiene un bonus di +10 punti per la puntata successiva
     La coppia è definitivamente eliminata
| Ordine di uscita | Concorrenti                        | Ballo eseguito | Voto Giuria | Voto Giuria | Voto Giuria | Voto Giuria | Voto Giuria | Punti bonus/malus  | Totale punteggio tecnico |
| Ordine di uscita | Concorrenti                        | Ballo eseguito | Zazzaroni   | Canino      | Smith       | Lucarelli   | Mariotto    | Punti bonus/malus  | Totale punteggio tecnico |
| ---------------- | ---------------------------------- | -------------- | ----------- | ----------- | ----------- | ----------- | ----------- | ------------------ | ------------------------ |
| 1                | Valentina Fiorini e Nikita Perotti | Boogie woogie  | SÌ          | NO          | SÌ          | NO          | NO          | +5 (bonus tecnico) | 25                       |
| 2                | Yuri Orlando e Alessandra Tripoli  | Rumba          | SÌ          | SÌ          | NO          | SÌ          | NO          | -                  | 30                       |
| 3                | Vanessa Lacedonia e Carlo Aloia    | Salsa          | SÌ          | SÌ          | SÌ          | SÌ          | NO          | -                  | 40                       |
| 4                | Mario Cecinati e Veera Kinnunen    | Tango          | SÌ          | NO          | SÌ          | NO          | NO          | -                  | 20                       |
| 5                | Yoyo Flow e Rebecca Gabrielli      | Salsa          | SÌ          | SÌ          | NO          | NO          | NO          | -                  | 20                       |
| 6                | Hugo Nordström e Giada Lini        | Valzer         | NO          | SÌ          | SÌ          | SÌ          | SÌ          | -                  | 40                       |
| 7                | Eleonora Riccardi e Luca Favilla   | Rumba          | NO          | NO          | SÌ          | SÌ          | NO          | +5 (bonus tecnico) | 25                       |
| 8                | Chiquito e Anastasia Kuzmina       | Salsa          | SÌ          | SÌ          | SÌ          | SÌ          | NO          | -                  | 40                       |
| 9                | Janiya Mami e Pasquale La Rocca    | Valzer         | SÌ          | SÌ          | SÌ          | SÌ          | SÌ          | -                  | 50                       |
| 10               | Aly Z e Moreno Porcu               | Reggaeton      | SÌ          | SÌ          | NO          | NO          | NO          | +5 (bonus tecnico) | 25                       |

### Seconda puntata
- Data: 16 maggio 2025
- Ospiti: Francesco Totti, Natalia Titova, Massimiliano Rosolino, Emanuele Filiberto di Savoia
- Svolgimento: Le coppie si sfidano su uno stile assegnato e preparato precedentemente, opposto al loro cavallo di battaglia della precedente puntata, per ottenere il punteggio più alto possibile per salvarsi. Ogni coppia è accompagnata da un brano stabilito precedentemente. L'esibizione comprende almeno 15 secondi di ballo in autonomia da parte del concorrente. La giuria vota con SÌ o NO, attribuendo dunque 10 o 0 punti. Al termine della serata viene svelata la coppia ultima in classifica (voto giuria + votazioni del pubblico tramite i social), eliminata dalla gara.

#### Gara di puntata
La coppia è definitivamente eliminata
| Ordine di uscita | Concorrenti                        | Ballo eseguito  | Brano                  | Voto Giuria | Voto Giuria | Voto Giuria | Voto Giuria | Voto Giuria | Punti bonus/malus  | Totale punteggio tecnico |
| Ordine di uscita | Concorrenti                        | Ballo eseguito  | Brano                  | Zazzaroni   | Canino      | Smith       | Lucarelli   | Mariotto    | Punti bonus/malus  | Totale punteggio tecnico |
| ---------------- | ---------------------------------- | --------------- | ---------------------- | ----------- | ----------- | ----------- | ----------- | ----------- | ------------------ | ------------------------ |
| 1                | Eleonora Riccardi e Luca Favilla   | Charleston      | "Another Day of Sun"   | NO          | NO          | NO          | SÌ          | NO          |                    | 10                       |
| 2                | Valentina Fiorini e Nikita Perotti | Moderno         | "La cura per me"       | SÌ          | SÌ          | SÌ          | NO          | NO          |                    | 30                       |
| 3                | Vanessa Lacedonia e Carlo Aloia    | Samba           | "L'ombelico del mondo" | SÌ          | SÌ          | NO          | SÌ          | SÌ          | +10 (bonus)        | 50                       |
| 4                | Hugo Nordström e Giada Lini        | Salsa/Reggaeton | "Pegate"               | NO          | SÌ          | NO          | SÌ          | SÌ          | +5 (bonus tecnico) | 35                       |
| 5                | Janiya Mami e Pasquale La Rocca    | Boogie woogie   | "Shake A Tail Feather" | SÌ          | SÌ          | SÌ          | NO          | NO          | +5 (bonus tecnico) | 35                       |
| 6                | Mario Cecinati e Veera Kinnunen    | Moderno         | "Incoscienti giovani"  | SÌ          | NO          | SÌ          | SÌ          | NO          |                    | 30                       |
| 7                | Aly Z e Moreno Porcu               | Quickstep       | "Big Time"             | SÌ          | SÌ          | SÌ          | SÌ          | NO          | +5 (bonus tecnico) | 45                       |
| 8                | Yuri Orlando e Alessandra Tripoli  | Salsa/Reggaeton | "Gasolina"             | SÌ          | SÌ          | SÌ          | SÌ          | SÌ          |                    | 50                       |
| 9                | Chiquito e Anastasia Kuzmina       | Paso doble      | "Unstoppable"          | SÌ          | SÌ          | SÌ          | SÌ          | SÌ          |                    | 50                       |

### Terza puntata -Semifinale
- Data: 23 maggio 2025
- Ospiti: Luca Barbareschi, Paola Ferrari
- Cantanti ospiti: The Kolors, Marcella Bella, Noemi, Sal Da Vinci, Francesca Michielin, Settembre, Francesco Gabbani, Rocco Hunt
- Svolgimento: Le coppie si sfidano esibendosi in una prova di interpretazione con un ballo preparato precedentemente per ottenere il punteggio più alto possibile per salvarsi. Ogni coppia è accompagnata in pista da un cantante del Festival di Sanremo 2025 che esegue dal vivo la canzone sanremese. La giuria vota con SÌ o NO, attribuendo dunque 10 o 0 punti. Al termine della serata vengono svelate le due coppie prime in classifica (voto giuria + votazioni del pubblico tramite i social), vincitrici della serata.

#### Gara di puntata
La coppia è vincitrice della serata e ottiene un bonus di +10 punti per la puntata successiva
| Ordine di uscita | Concorrenti                        | Ballo eseguito | Cantante e brano                       | Voto Giuria | Voto Giuria | Voto Giuria | Voto Giuria | Voto Giuria | Punti bonus/malus  | Totale punteggio tecnico |
| Ordine di uscita | Concorrenti                        | Ballo eseguito | Cantante e brano                       | Zazzaroni   | Canino      | Smith       | Lucarelli   | Mariotto    | Punti bonus/malus  | Totale punteggio tecnico |
| ---------------- | ---------------------------------- | -------------- | -------------------------------------- | ----------- | ----------- | ----------- | ----------- | ----------- | ------------------ | ------------------------ |
| 1                | Valentina Fiorini e Nikita Perotti | Merengue       | The Kolors, Tu con chi fai l'amore     | SÌ          | SÌ          | SÌ          | NO          | NO          |                    | 30                       |
| 2                | Aly Z e Moreno Porcu               | Tango          | Marcella Bella, Pelle diamante         | SÌ          | NO          | SÌ          | NO          | NO          |                    | 20                       |
| 3                | Hugo Nordström e Giada Lini        | Moderno        | Noemi, Se t’innamori muori             | SÌ          | SÌ          | SÌ          | NO          | SÌ          | +5 (bonus tecnico) | 45                       |
| 4                | Chiquito e Anastasia Kuzmina       | Rumba          | Sal Da Vinci, Rossetto e caffè         | SÌ          | NO          | SÌ          | SÌ          | SÌ          |                    | 40                       |
| 5                | Yuri Orlando e Alessandra Tripoli  | Moderno        | Francesca Michielin, Fango in Paradiso | NO          | SÌ          | SÌ          | SÌ          | SÌ          | +5 (bonus tecnico) | 45                       |
| 6                | Janiya Mami e Filippo Zara         | Slowfox        | Settembre, Vertebre                    | SÌ          | SÌ          | SÌ          | SÌ          | SÌ          |                    | 50                       |
| 7                | Vanessa Lacedonia e Carlo Aloia    | Valzer         | Francesco Gabbani, Viva la vita        | NO          | NO          | NO          | SÌ          | NO          |                    | 10                       |
| 8                | Mario Cecinati e Veera Kinnunen    | Salsa          | Rocco Hunt, Mille vote ancora          | SÌ          | SÌ          | SÌ          | NO          | NO          | +5 (bonus tecnico) | 35                       |

### Quarta puntata -Finale
- Data: 30 maggio 2025
- Ospiti: Raimondo Todaro, Samanta Togni
- Svolgimento: Gli aspiranti maestri sono affiancati da ex concorrenti delle ultime edizioni di Ballando con le stelle, per mostrare le loro capacità di insegnare a ballare a un non professionista. Le coppie si sfidano su uno stile assegnato e preparato precedentemente, opposto al loro cavallo di battaglia della precedente puntata, per ottenere il punteggio più alto possibile per salvarsi. Ogni coppia è accompagnata da un brano stabilito precedentemente. La giuria vota con SÌ o NO, attribuendo dunque 10 o 0 punti. Al termine della serata vengono svelate la coppia prima e le due coppie seconde in classifica (voto giuria + votazioni del pubblico tramite i social), rispettivamente vincitrice della gara e secondi classificati.

#### Gara di puntata
La coppia è prima classificata e vince la gara
     La coppia è seconda classificata
     La coppia è eliminata
| Ordine di uscita | Concorrenti                              | Ballo eseguito  | Brano                   | Voto Giuria | Voto Giuria | Voto Giuria | Voto Giuria | Voto Giuria | Punti bonus/malus   | Totale punteggio tecnico |
| Ordine di uscita | Concorrenti                              | Ballo eseguito  | Brano                   | Zazzaroni   | Canino      | Smith       | Lucarelli   | Mariotto    | Punti bonus/malus   | Totale punteggio tecnico |
| ---------------- | ---------------------------------------- | --------------- | ----------------------- | ----------- | ----------- | ----------- | ----------- | ----------- | ------------------- | ------------------------ |
| 1                | Valentina Fiorini e Francesco Paolantoni | Charleston      | "Ciao ciao"             | NO          | NO          | SÌ          | NO          | NO          |                     | 10                       |
| 2                | Mario Cecinati e Bianca Guaccero         | Tango argentino | "Historia de un Amor"   | SÌ          | SÌ          | SÌ          | NO          | NO          |                     | 30                       |
| 3                | Vanessa Lacedonia e Massimiliano Ossini  | Jive            | "Proud Mary"            | SÌ          | SÌ          | SÌ          | SÌ          | NO          | +10 (bonus tecnico) | 50                       |
| 4                | Aly Z e Tommaso Marini                   | Moderno         | "100 messaggi"          | SÌ          | NO          | NO          | SÌ          | NO          |                     | 20                       |
| 5                | Hugo Nordström e Federica Nargi          | Boogie woogie   | "Rock Rock Rock"        | SÌ          | SÌ          | SÌ          | SÌ          | SÌ          | +10 (bonus tecnico) | 60                       |
| 6                | Janiya Mami e Gabriel Garko              | Tango argentino | "Libertango"            | SÌ          | SÌ          | SÌ          | SÌ          | SÌ          | +10 (bonus)         | 60                       |
| 7                | Chiquito e Wanda Nara                    | Samba           | "Conga"                 | SÌ          | SÌ          | SÌ          | SÌ          | SÌ          | +10 (bonus tecnico) | 60                       |
| 8                | Yuri Orlando e Federica Pellegrini       | Quickstep       | "It Don't Mean a Thing" | SÌ          | SÌ          | SÌ          | SÌ          | SÌ          | +10 (bonus)         | 60                       |

## Ascolti
| Puntata    | Messa in onda  | Telespettatori | Share  | Note   |
| ---------- | -------------- | -------------- | ------ | ------ |
| 1          | 9 maggio 2025  | 2 407 000      | 16,70% | [ 7 ]  |
| 2          | 16 maggio 2025 | 1 351 000      | 15,40% | [ 8 ]  |
| Semifinale | 23 maggio 2025 | 2 116 000      | 14,20% | [ 9 ]  |
| Finale     | 30 maggio 2025 | 2 354 000      | 16,20% | [ 10 ] |
| Media      | Media          | 2 057 000      | 15,62% |        |

- Nota: La seconda puntata è andata in onda eccezionalmente dalle 22:48 a causa della messa in onda degli Internazionali BNL d’Italia.